# Charles B. Farwell
Charles B. Farwell (Painted Post, 1823. július 1. – Lake Forest, 1903. szeptember 23.) az Amerikai Egyesült Államok szenátora (Illinois, 1887–1891).